# Segmentación de red 5G
La segmentación de red 5G (en inglés: 5G network slicing) es una arquitectura que permite la multiplexación de redes lógicas virtualizadas e independientes utilizando la misma infraestructura de red física. Cada segmento de red es una red de extremo a extremo (end-to-end) aislada, diseñada para cumplir con los requerimientos dispuestos por una aplicación particular.
Por este motivo, esta tecnología representa una pieza clave para las redes móviles 5G que está orientadas a suplir un amplio abanico de requisitos de nivel de servicio (SLR, Service Level Requirements). La materialización de esta tecnología estriba en los conceptos de redes definidas por software (SDN, Software Defined Networking) y la virtualización de funciones de red (NFV, Network Function Virtualization) las cuales permiten la implementación de segmentos de redes flexibles y escalables sobre una infraestructura de red física común.
Visto desde una perspectiva de negocio, cada fragmento de red es administrado por un operador móvil virtual (MVNO, Mobile Virtual Network Operator). El proveedor (el dueño de la infraestructura de telecomunicación) arrienda sus recursos físicos al MVNOs que comparte la red física subyacente. Según la disponibilidad de los recursos asignados, un MVNO puede desplegar autónomamente segmentos de red con ciertas características que suplen necesidades de un determinado cliente.